# Équipe d'Ukraine masculine de handball
Maillots
Dernière mise à jour : 12 mars 2024.
L'équipe d'Ukraine masculine de handball représente la Fédération ukrainienne de handball lors des compétitions internationales, notamment aux championnats du monde et aux championnats d'Europe.

## Parcours en compétitions internationales
Jusqu'en 1992, les Ukrainiens évoluaient dans l'équipe d'Union soviétique.
| Jeux olympiques - 1996 à 2024 : non qualifiée Championnats du monde - 1993 à 1999 : non qualifiée - 2001 : 7e place - 2003 et 2005 : non qualifiée - 2007 : 14e place - 2009 à 2023 : non qualifiée | Championnats d'Europe - 1994 à 1998 : non qualifiée - 2000 : 12e place - 2002 : 11e place - 2004 : 15e place - 2006 : 12e place - 2010 : 16e place - 2012 à 2018 : non qualifiée - 2020 : 19e place/24 - 2022 : 24e place/24 - 2024 : non qualifiée |

## Effectifs

### Effectif actuel
Les 21 joueurs sélectionnées pour disputer l'Euro 2022 sont :

### Effectifs antérieurs
Les 17 joueurs sélectionnés pour l'Euro 2020  :
| Numéro | Poste | Nom                  | Date de naissance          | Taille | Sélections | Buts | Club actuel          |
| ------ | ----- | -------------------- | -------------------------- | ------ | ---------- | ---- | -------------------- |
| 1      | GB    | Anton Terekhov       | 28 juillet 1992 (27 ans)   | 1,94 m | 8          | 0    | MKS Pogoń Szczecin   |
| 55     | GB    | Gennadiy Komok       | 5 juillet 1987 (32 ans)    | 1,97 m | 44         | 2    | HC Motor Zaporijjia  |
| 11     | ALG   | Zakhar Denysov       | 1er mars 1990 (29 ans)     | 1,87 m | 38         | 78   | HC Motor Zaporijjia  |
| 21     | ALG   | Ievgen Zhuk          | 4 août 1990 (29 ans)       | 1,87 m | 48         | 92   | Medvedi Perm         |
| 5      | ALD   | Andrii Akimenko      | 12 juin 1994 (25 ans)      | 1,90 m | 32         | 67   | ZTR Zaporijjia       |
| 20     | ALD   | Artem Kozakevych     | 2 octobre 1992 (27 ans)    | 1,82 m | 37         | 81   | HC Motor Zaporijjia  |
| 13     | DC    | Vladyslav Zalevskyi  | 19 septembre 1998 (21 ans) | 1,85 m | 4          | 0    | ZTR Zaporijjia       |
| 15     | DC    | Oleksandr Tilte      | 10 avril 1995 (24 ans)     | 1,98 m | 48         | 97   | ZTR Zaporijjia       |
| 17     | ARG   | Dmytro Horiha        | 8 octobre 1997 (22 ans)    | 1,96 m | 18         | 35   | MKS Pogoń Szczecin   |
| 26     | ARG   | Stanislav Zhukov     | 26 mars 1992 (27 ans)      | 2,00 m | 37         | 91   | HC Motor Zaporijjia  |
| 32     | ARG   | Vladislav Ostroushko | 5 mars 1986 (33 ans)       | 2,01 m | 46         | 111  | RK Eurofarm Pelister |
| 4      | ARD   | Evgeniy Buinenko     | 20 septembre 1992 (27 ans) | 2,00 m | 27         | 23   | Orosházi FKSE        |
| 22     | ARD   | Roman Chychykalo     | 3 juillet 1992 (27 ans)    | 1,92 m | 28         | 19   | Zagłębie Lubin       |
| 10     | PVT   | Oleksandr Shevelev   | 2 décembre 1987 (32 ans)   | 2,00 m | 45         | 98   | RK Eurofarm Pelister |
| 14     | PVT   | Dmytro Doroshchuk    | 29 septembre 1986 (33 ans) | 2,02 m | 43         | 95   | HC Motor Zaporijjia  |
| 25     | PVT   | Pavlo Gurkovsky      | 9 octobre 1985 (34 ans)    | 1,96 m | 29         | 63   | HC Motor Zaporijjia  |
| 77     | PVT   | Dmytro Ilchenko      | 9 juillet 1996 (23 ans)    | 1,98 m | 15         | 32   | ZTR Zaporijjia       |

## Personnalités liées à la sélection

### Joueurs
Parmi les internationaux ukrainiens, on trouve :
- Sergueï Chelmenko, international ukrainien puis russe
- Iouriy Havrylov, champion olympique en 1992 puis international ukrainien
- Dmytro Horiha, international
- Mikhaïl Ichtchenko, champion olympique et du monde soviétique,
- Iouri Kostetsky (de), meilleur buteur de la Ligue des champions en 2001
- Sergueï Kouchniriouk, champion olympique et du monde soviétique,
- Sergiy Onufriyenko, international
- Iouri Petrenko (de), international
- Ihor Tourtchenko, international
- Oleg Velyky, meilleur buteur du championnat d'Europe 2000 puis international allemand à partir de 2005
- Andrei Xepkin, international soviétique, ukrainien puis espagnol

### Sélectionneurs
Parmi les sélectionneurs, on trouve :
- Viatcheslav Tsyganok : de ? à 2002
- Sergueï Kouchniriouk : de 2002 à 2008
- Leonid Sacharov : de 2008 à 2010
- Boris Chyjov : de 2010 à 2013
- Andriy Portnoï : de 2013 à 2014
- Vitaliy Andronov : de 2014 à 2018
- Sergueï Bebechko : de 2018 à 2021
- Michael Biegler  : de 2021 à 2022
- Viatcheslav Lotchman (de) : depuis 2022

## Confrontations contre la France
| Rencontres | Victoires | Nuls | Défaites | Buts pour | Buts contre | Différence |
| ---------- | --------- | ---- | -------- | --------- | ----------- | ---------- |
| 6          | 6         | 0    | 0        | 174       | 118         | +56        |